# Opistognathus leprocarus
Opistognathus leprocarus är en fiskart som beskrevs av Smith-vaniz, 1997. Opistognathus leprocarus ingår i släktet Opistognathus och familjen Opistognathidae. Inga underarter finns listade i Catalogue of Life.